# Francisco de Assis da Silva
Francisco de Assis da Silva é um bispo anglicano brasileiro. Além de religioso, Dom Francisco é também advogado e possui mestrado em Ciências Políticas. 

## Carreira
Natural de Olinda, Dom Francisco estudou no Seminário Batista do Nordeste, mais tarde ingressando no Seminário Anglicano do Recife. Em janeiro de 1991 foi ordenado diácono e, em dezembro do mesmo ano, presbítero. Foi o responsável pela Paróquia de Santa Maria em Belém do Pará (atual Catedral) e pela Paróquia de Todos os Santos em Novo Hamburgo. De 2003 a 2006, atuou como presidente da Câmara de Câmara de Clérigos e Leigos. 
Em outubro de 2010, Assis foi eleito bispo da Diocese Anglicana Sul-Ocidental, com sé em Santa Maria (Rio Grande do Sul), Rio Grande do Sul. Antes disso, ele havia servido como Secretário-Geral da IEAB. Em novembro de 2013, dom Francisco obteve a maioria dos votos da Câmara de Clérigos e Leigos, enquanto seu adversário na disputa, dom Naudal Gomes, obteve a maioria dos votos da Câmara dos Bispos. Conforme os participantes do Sínodo se preparavam para votar novamente, dom Naudal anunciou sua renúncia da disputa. Assim sendo, Dom Francisco foi nomeado sucessor de Dom Maurício José Araújo de Andrade no cargo de bispo primaz da Província da Comunhão Anglicana do Brasil, o qual ocupou até 2018, quando foi substituído por Dom Naudal Alves Gomes.
Na sua cerimônia de posse, realizada na Catedral Anglicana do Redentor (Tijuca), reafirmou seu compromisso com o missionarismo, uma das marcas da gestão de seu antecessor.